# TATUYA ISHII'S 河童幻想
『TATUYA ISHII'S 河童幻想』（タツヤイシイズ　かっぱげんそう）は、日本のコンピレーション・アルバム。2007年12月5日リリース。発売元はSony Music Records。

## 概要
石井竜也監督映画『河童』のDVD化にあたり、DVDと同時発売された同映画のイメージアルバム。『ACRI』のDVDと同映画のイメージアルバム『TATUYA ISHII'S ACRISM』と同時発売。

## 収録曲
1. NOSTALGIE / 河童 ORIGINAL SOUNDTRACK
（作曲：石井竜也　編曲：金子隆博）
2. ひだまり / 米米CLUB
（作詞・作曲：石井竜也　編曲：金子隆博）
『河童 ORIGINAL SOUNDTRACK』に収録されている台詞つきヴァージョン。
3. グラス・カープ・ポルカ / 河童 ORIGINAL SOUNDTRACK
（作曲・編曲：金子隆博）
4. 哀愁 / 石井竜也
（作詞・作曲：石井竜也　編曲:渡辺貴浩、TATOO）
シングル『あなたに』の2曲目『アイシュウ』のリメイク。
新たに琴、尺八、パーカッションが追加されている。
5. ひだまり-子供たちの歩幅- / 河童 ORIGINAL SOUNDTRACK
（作詞・作曲；石井竜也　編曲:金子隆博）
6. 緑の山 / 石井竜也
（作詞・作曲：石井竜也　編曲：光田健一）
7. 川嵐洞〜edit version〜 / 河童 ORIGINAL SOUNDTRACK
（作曲：石井竜也・金子隆博・桑野聖　編曲:金子隆博）
8. 古都 / 石井竜也
（作詞・作曲：石井竜也　編曲：光田健一）
チェン・ミンに提供した同曲のセルフカヴァー。
コンサートツアー『SUNDIAL〜日時計のある人生〜』（2007年4月8日、すみだトリフォニーホール）でのライブテイク。石井曰く、「男の未練の歌」[1]。
9. 尊き者のために / 河童 ORIGINAL SOUNDTRACK
（作曲：桑野聖　編曲：金子隆博）
10. 桜の道　 / 石井竜也
（作詞・作曲：石井竜也　編曲：TATOO）
11. ひだまり-再会、そして死- / 河童 ORIGINAL SOUNDTRACK
（作曲：石井竜也　編曲：金子隆博）
12. 手紙 / 米米CLUB
（作詞・作曲：石井竜也　編曲：金子隆博）
13. 月の行進 / 河童 ORIGINAL SOUNDTRACK
（作詞・作曲：石井竜也　編曲：金子隆博）
『サンクチュアリ シーズン2 第12話』[2]でも使われた。
14. 遠くへ… / 石井竜也
（作詞・作曲：石井竜也　編曲:辰巳博成）
15. 春想 / 石井竜也
（作詞・作曲：石井竜也　編曲：辰巳博成）
完全生産限定盤『日時計〜premium edition〜』に収録されている音源。
16. 母さんの羽根 / 石井竜也
（作詞・作曲：石井竜也　編曲：光田健一）
新曲。
第5回アニマックス大賞受賞作『ゆめだまや奇談』主題歌。
17. 心和〜shinwa〜 / T.I GRAND PROJECT
（作曲：石井竜也　編曲：辰巳博成）